# CYFIP2
CYFIP2 (Cytoplasmic FMR1-interacting protein 2, též znám jako PIR121) je protein sloužící v buňce jako jedna z podjednotek komplexu WAVE, který reguluje polymeraci aktinu. Je velmi příbuzný proteinu CYFIP1, který plní podobnou roli, i když se v detailech funkce těchto dvou příbuzných proteinů mohou lišit. CYFIP2 například má odlišné rozložení exprese (vyrábí se spíše v buňkách nervového systému). Kromě strukturní funkce se CYFIP2 pravděpodobně účastní i posttranskripční regulace různých mRNA, a to opět mírně odlišně než příbuzný CYFIP1.

## Onemocnění spojená s CYFIP2
Mutace genu CYFIP2 může způsobit vzácné onemocnění, vývojovou a epileptickou encefalopatii 65, spojenou s epilepsií, hypotonií, opožděním vývoje, poruchou zraku, růstu a mikrocefalií. Byla poprvé diagnostikována v roce 2018. Onemocnění se u určitých pacientů projevuje jako Ohtaharův nebo Westův syndrom. Onemocnění se projeví zpravidla do 6. měsíce věku dítěte.